# نايل مالون
نايل مالون (بالإنجليزية: Niall Malone)‏ هو لاعب اتحاد الرغبي أيرلندي، ولد في 30 أبريل 1971 في ليدز في المملكة المتحدة.